# Немґлови
Немґлови (пол. Niemgłowy) — село в Польщі, у гміні Цельондз Равського повіту Лодзинського воєводства.
Населення — 214 осіб (2011).
У 1975-1998 роках село належало до Скерневицького воєводства.

## Демографія
Демографічна структура станом на 31 березня 2011 року:
|          | Загалом | Допрацездатний вік | Працездатний вік | Постпрацездатний вік |
| -------- | ------- | ------------------ | ---------------- | -------------------- |
| Чоловіки | 113     | 21                 | 80               | 12                   |
| Жінки    | 101     | 14                 | 60               | 27                   |
| Разом    | 214     | 35                 | 140              | 39                   |